# Gurievka
Gurievka (en rus: Гурьевка) és un poble de la República de Komi, a Rússia, segons el cens del 2010 tenia 314 habitants.